# Zebraprinia
De zebraprinia (Prinia bairdii) is een zangvogel uit de familie Cisticolidae. Deze vogel is genoemd naar de Amerikaanse ornitholoog Spencer Fullerton Baird.

## Verspreiding en leefgebied
Deze soort komt voor in centraal Afrika en telt vier ondersoorten:
- P. b. bairdii: van zuidoostelijk Nigeria tot Cabinda en oostwaarts tot noordoostelijk Congo-Kinshasa en westelijk Oeganda.
- P. b. heinrichi: noordwestelijk Angola.
- P. b. obscura: oostelijk Congo-Kinshasa, westelijk Oeganda, Burundi en Rwanda.
- P. b. melanops: oostelijk Oeganda en westelijk Kenia.

## Status
De grootte van de populatie is niet gekwantificeerd maar de soort wordt omschreven als algemeen. Op de Rode lijst van de IUCN heeft deze soort de status niet bedreigd.